# Keson (konstrukcja)

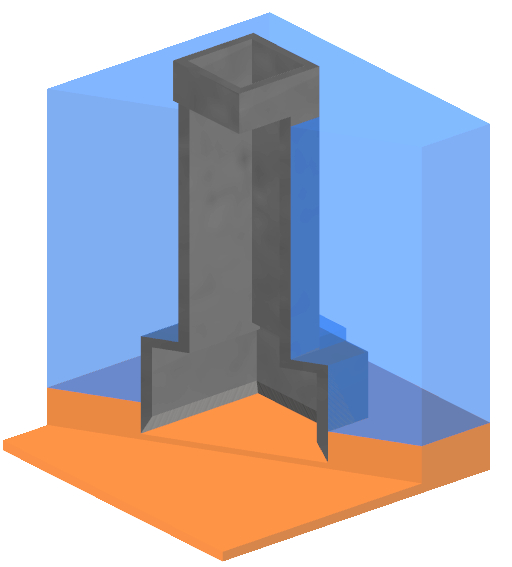
Schemat kesonu otwartego

Keson (fr. caisson) – skrzynia stalowa lub żelbetowa, posiadająca szczelne ściany i otwarte dno. Służąca do prowadzenia w niej prac hydrotechnicznych w gruntach nawodnionych lub pod poziomem wody. Stosowana przy budowie filarów mostów i nabrzeży portowych.

## Rodzaje
- Otwarty – strop skrzyni posiada otwór lub szyb łączący przestrzeń roboczą z atmosferą. W środku panuje ciśnienie atmosferyczne, a przenikająca woda musi być wypompowywana na zewnątrz[4].
- Pneumatyczny – keson wyposażony jest w śluzę powietrzną oddzielającą go od atmosfery. We wnętrzu panuje podwyższone ciśnienie, utrudniające przenikanie wody do wnętrza[4].

## Fundament na kesonach
Rodzaj fundamentu pośredniego, dolne krawędzie ścian skrzyni wyposażone są w stalowe ostrza, ułatwiające zagłębianie się kesonu podczas usuwania gruntu. Przygotowaną uprzednio skrzynię umieszcza się na miejscu budowy i uszczelnia miejsce styku ścian z glebą. Żeby usunąć wodę z wnętrza, jak i zapobiec jej napływaniu, w komorze zwiększa się ciśnienie w miarę zwiększania się głębokości opuszczenia kesonu. Maksymalne ciśnienie ograniczone jest wytrzymałością ludzkiego organizmu na obecność azotu (zobacz narkoza azotowa) i wynosi do 4 at ponad normalne ciśnienie atmosferyczne, co odpowiada zagłębieniu się na ok. 35 m. Żeby zrównoważyć siłę wyporu i ułatwić osuwanie się skrzyni, strop dociąża się w miarę wykonywania prac budowlanych. Po osiągnięciu wymaganej głębokości wnętrze kesonu zalewa się betonem, wykonując w ten sposób fundament.

## Ratownictwo morskie
Jeżeli naprawy wymaga podwodna część kadłuba statku, a nie ma możliwości dokowania, stosuje się keson o kształcie skrzyni bez jednej ściany bocznej, przylegającej do krzywizny kadłuba. Po uszczelnieniu i odpompowaniu wody uzyskuje się dostęp do rejonów wymagających naprawy, jednocześnie uszczelniając przebicie i zabezpieczając pływalność jednostki. Kesony mogą osłaniać przebicia o powierzchni kilkudziesięciu metrów kwadratowych.

## Choroba kesonowa

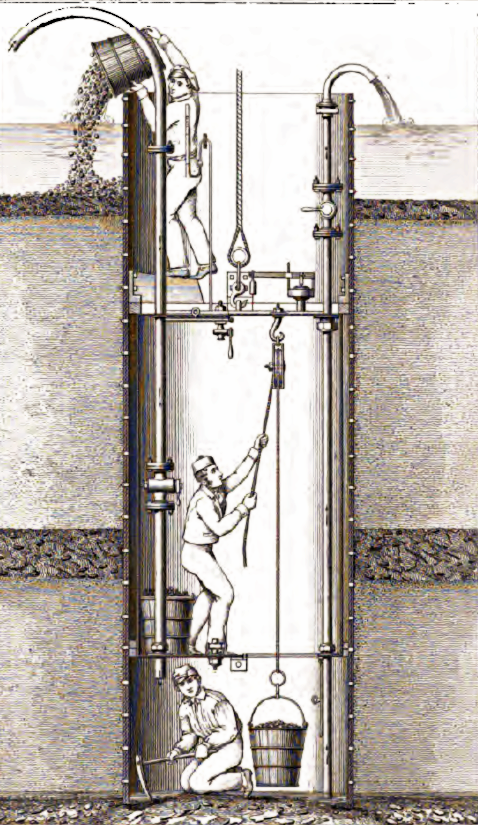
Rysunek kesonu otwartego z 1846 roku

Ze względu na brak prawidłowej (tzn. powolnej) dekompresji, u ludzi pracujących w kesonach rozwijała się choroba dekompresyjna. Opisana po raz pierwszy w 1854 we Francji, zaobserwowano ją u górników pracujących w pierwszej na świecie kopalni, w której zastosowano kesony ze zwiększonym ciśnieniem. Określenia „choroba kesonowa” użyto przy opisywaniu choroby występującej u robotników pracujących przy budowie mostu brooklińskiego (keson na głębokości ok. 24 m). Objawy choroby odnotowano u 110 pracowników, a z jej powodu zmarły 3 osoby.

## Wady i zalety
Keson otwarty
Zalety
- brak ograniczenia głębokości;
- niski koszt budowy[8].

Wady
- konieczność wypompowywania wody z dna[4].

Keson pneumatyczny
Zalety
- brak wody na dnie, co ułatwia prowadzenie robót budowlanych;
- fundament wylany w suchych warunkach jest lepszej jakości[4].

Wady
- konieczność dekompresji pracowników;
- głębokość ograniczona bezpiecznym dla ludzi ciśnieniem wewnątrz[8];
- wysokie koszty – jeśli jest to możliwe, kesony zastępuje się fundamentami na palach[9].

## Konstrukcje z zastosowaniem kesonów
- Most Brookliński
- Most Eads[7]
- Most San Francisco – Oakland[4]